# I Was Made to Love Her
Pour les articles homonymes, voir I Was Made to Love Her (homonymie).
Albums de Stevie Wonder
Down to Earth
(1966) Someday at Christmas
(1967)
Singles
1. I Was Made to Love Her
Sortie : 18 mai 1967

I Was Made to Love Her est un album studio de Stevie Wonder sorti en 1967 chez Motown. 
À 17 ans, le jeune chanteur est déjà un artiste confirmé après les succès de Fingertips en 1962 et Uptight en 1966. 
L'album se compose de plusieurs reprises dont Respect d'Otis Redding, Please, Please, Please de James Brown ou encore My Girl des Temptations.
La plage titulaire, I Was Made to Love Her, donne son nom à l'album et est le seul extrait sorti en single.

## Liste des pistes
| 1.    | I Was Made to Love Her                | Wonder, Henry Cosby, Sylvia Moy, Lula Mae Hardaway | 2:36 |
| 2.    | Send Me Some Lovin' (en)              | Lloyd Price, John Marascalco                       | 2:29 |
| 3.    | I'd Cry                               | Wonder, Moy                                        | 2:33 |
| 4.    | Everybody Needs Somebody (I Need You) | Wonder, Clarence Paul                              | 2:36 |
| 5.    | Respect                               | Otis Redding                                       | 2:21 |
| 6.    | My Girl                               | Smokey Robinson, Ronnie White                      | 2:55 |
| 7.    | Baby Don't You Do It                  | Holland-Dozier-Holland                             | 2:11 |
| 8.    | A Fool for You                        | Ray Charles                                        | 3:16 |
| 9.    | Can I Get a Witness                   | Holland, Dozier, Holland                           | 2:42 |
| 10.   | I Pity the Fool                       | Deadric Malone (en)                                | 3:04 |
| 11.   | Please, Please, Please                | James Brown, John Terry                            | 2:40 |
| 12.   | Every Time I See You, I Go Wild!      | Wonder, Cosby, Moy                                 | 2:52 |
| 32:15 |                                       |                                                    |      |

## Classement
| Classement (1967)                   | Meilleure position |
| ----------------------------------- | ------------------ |
| États-Unis (Billboard 200)          | 45                 |
| États-Unis (Top R&B/Hip-Hop Albums) | 7                  |

## Musiciens
- Stevie Wonder : chant, harmonica, claviers
- Benny Benjamin (en) : batterie
- James Jamerson : basse
- Eddie Willis : guitare sur I Was Made to Love Her
- Autres instruments par The Funk Brothers